# Myceliophthora fergusii
Myceliophthora fergusii är en svampart som först beskrevs av Klopotek, och fick sitt nu gällande namn av Oorschot 1977. Myceliophthora fergusii ingår i släktet Myceliophthora, ordningen Onygenales, klassen Eurotiomycetes, divisionen sporsäcksvampar och riket svampar.   Inga underarter finns listade i Catalogue of Life.